# グラス・ファイト
グラス・ファイト(Grass Fight)は、メキシコ共和国と、それに反乱したメキシコのコアウイラ・イ・テハス州の入植者との間の戦闘。テキサス革命中に行われた。

## 背景
スティーブン・オースティン将軍は約400名のテキサス軍を率いて、すぐ近くの元スペイン伝道所、アラモと同様に、メキシコのサンアントニオ・デ・ベハルの町を包囲していた。1000名以上のメキシコ軍を指揮するのはマルティン・ペルフェクト・デ・コス将軍であった。

## 戦闘
1835年11月26日、エラスタス・スミスは、サンアントニオから5マイル(8キロ)の地点で、約150名のメキシコ軍兵士とともにゆっくりと移動する貨物車を観察した。テキサス軍は、この貨物車はアラモにいたコスに物資を運んでいると思い込んだ。テキサス軍司令官のエドワード・バールソンはこの貨物車を拘束するため、ジェームズ・ボウイとジェームス・ファニンを40名のおよそ騎兵と共に派遣した。援軍として、ウィリアム・ジャック率いる100名の歩兵を送った。
ボウイと彼の部隊はサンアントニオから約1マイルの地点でメキシコ軍縦隊を捕らえた。貨物車には銀塊が積まれているという噂はテキサス軍に広まっていた。コス将軍が援軍を派遣している時、テキサス軍はメキシコ軍を攻撃した。ボウイは貨物車に対して攻撃を仕掛け、メキシコ軍は一斉射撃をしたが、大砲を占拠され、サンアントニオまで撤退することになった。テキサス軍は追跡したが、サンアントニオ内のメキシコ軍の砲兵隊からの攻撃によって追跡は中止された。

## 戦闘後
メキシコ軍が逃げてしまった時点で、テキサス軍はメキシコの馬を集め、戦利品をあらためた。 ところが彼らが驚いたことに、貨物車に積まれた荷物は、アラモ砦とサンアントニオのメキシコ軍馬用の飼料であった。集めた馬と飼料の総価値は恐らく2000ドルくらいになったが、宝物を期待していたテキサス軍は喜ばなかった。結果として飼料をめぐる戦いとなったことから、「グラス(飼料)・ファイト」と呼ばれるようになった。テキサス軍の損失は4名の負傷者と1名の脱走者、メキシコ軍はおよそ16名が死亡した。
バールソンがしたためたこの日の戦闘の公式な記録では、彼はボウイ以外のすべての兵士の行動を称賛した。歴史家は、バールソンはボウイとサミュエル・ヒューストン、オースティンの親密な関係について疑い深かった、とみている。ボウイは状況をあらためるためゴリアド(w:Goliad, Texas)へ向かい、フィリップ・ディミット大尉に会った。ボウイのいない間にサンアントニオの包囲戦は結論が出て、ボウイは戦闘が終わった後に到着した。彼は、バールソンを引き継いでいたフランク・ジョンソンに報告した。

テキサス革命